# Harohalli, Kolar
Harohalli là một làng thuộc tehsil Kolar, huyện Kolar, bang Karnataka, Ấn Độ.